# Mesophyllum engelhartii
Mesophyllum engelhartii (Foslie) Adey, 1970  é o nome botânico de uma espécie de algas vermelhas pluricelulares do gênero Mesophyllum, subfamília Melobesioideae.
- São algas marinhas encontradas na Namíbia, África do Sul, Austrália e Nova Zelândia.

## Sinonímia
| - Lithothamnion engelhartii Foslie, 1900 - Lithothamnion synanablastum f. speciosum Foslie, 1900 - Lithothamnion engelhartii f. umbonata Foslie, 1900 - Lithothamnion engelhartii f. imbricata Foslie, 1900 - Lithothamnion fumigatum Foslie 1901 - Lithothamnion fumigatum f. aucklandica Foslie, 1905 - Lithothamnion aucklandicum (Foslie) Foslie, 1907 - Lithothamnion speciosum (Foslie) Foslie, 1907 - Lithothamnion discrepans Foslie, 1907 | - Lithothamnion patena f. engelhartii (Foslie) heydrich, 1907 - Lithothamnion versicolor Foslie, 1907 - lithothamnion lemniscatum Foslie, 1907 - Mesophyllum discrepans (Foslie) Lemoine, 1928 - Mesophyllum speciosum (Foslie) Adey, 1970 - Mesophyllum aucklandicum (Foslie) Adey, 1970 - Mesophyllum fumigatum (Foslie) Adey, 1970 - Mesophyllum lemniscatum (Foslie) Adey, 1970 - Mesophyllum versicolor (Foslie) Adey, 1970 |